# 第2機械化歩兵師団 (ギリシャ軍)
第2機械化歩兵師団（だい2きかいかほへいしだん、英:2nd Mechanized Infantry Division）は、ギリシャ陸軍の師団で、1897年に第2師団としてアテネに設立された。

## 編成
- 師団砲兵コマンドユニット
- 第2通信大隊
- 師団司令部中隊
- 第33機械化歩兵旅団
- 第34機械化歩兵旅団